# Hilfebedürftigkeit
Die Hilfebedürftigkeit ist im deutschen Sozialrecht eine  Anspruchsvoraussetzung für steuerfinanzierte  Transferleistungen. Die Vermeidung oder Überwindung von Hilfebedürftigkeit trägt wesentlich zur sozialen Sicherheit bei und ist Ausfluss des Sozialstaatsprinzips. Die ursprünglich vor allem vom Fürsorgegedanken getragenen Leistungen dienen heute auch einer Teilhabe am gesellschaftlichen, kulturellen und politischen Leben  und damit der Sicherung eines soziokulturellen Existenzminimums.
Das Unterhaltsrecht des Bürgerlichen Gesetzbuchs spricht von Bedürftigkeit (§ 1602 BGB) und folgt eigenen Regeln.

## Bedeutung
Im Rahmen der Sozialpolitik sorgt der Staat für eine sekundäre Umverteilung, da die primäre Umverteilung nicht vollständig funktioniert und zu sozialen Ungerechtigkeiten führt. Leistungsgesetze zielen im Rahmen dieser sekundären Umverteilung darauf ab, dass ein bestimmter Personenkreis staatliche Hilfen bekommt. Um diesen Personenkreis zu identifizieren und Mitnahmeeffekte weitgehend auszuschließen, hat der Gesetzgeber den unbestimmten Rechtsbegriff der Hilfebedürftigkeit geprägt.
Hilfebedürftigkeit unterliegt jedoch dem Subsidiaritätsprinzip und greift erst, wenn weder Erwerbseinkommen noch Vermögen noch unterhaltspflichtige Verwandte oder Ehegatten noch vorrangig in Anspruch zu nehmende Sozialleistungen für die Bedarfsdeckung zur Verfügung stehen. Denn primär ist jeder selbst für den bei ihm bestehenden Bedarf finanzieller oder materieller Art verantwortlich und damit für dessen Deckung nach dem Prinzip der Eigenverantwortung.

## Bundessozialhilfegesetz
Nach § 1 Abs. 2  des mit Wirkung zum 1. Januar 2005 durch das Gesetz zur Einordnung des Sozialhilferechts in das Sozialgesetzbuch aufgehobenen Bundessozialhilfegesetzes (BSHG) war es Aufgabe der Sozialhilfe, dem Empfänger der Hilfe die Führung eines Lebens zu ermöglichen, das der Würde des Menschen entspricht. Formen der Sozialhilfe waren persönliche Hilfe, Geld- oder Sachleistungen (§ 8 Abs. 1 BSHG). Hilfe zum Lebensunterhalt war dem zu gewähren, der seinen notwendigen Lebensunterhalt nicht oder nicht ausreichend aus eigenen Kräften und Mitteln, vor allem aus seinem Einkommen und Vermögen, beschaffen konnte (§ 11 Abs. 1 Satz 1 BSHG). Der notwendige Lebensunterhalt umfasste besonders Ernährung, Unterkunft, Kleidung, Körperpflege, Hausrat, Heizung und persönliche Bedürfnisse des täglichen Lebens (§ 12 Abs. 1 BSHG).  Laufende Geldleistungen zum Lebensunterhalt wurden nach pauschalierten Regelsätzen gewährt (§ 22 Abs. 1 Satz 1 BSHG).
Die leistungsberechtigten Personen bezeichnete das BSHG als Hilfesuchende beziehungsweise Hilfeempfänger.

## Recht der Grundsicherung

### SGB II
Das zum 1. Januar 2005 in Kraft getretene SGB II enthält in § 9 SGB II eine Legaldefinition. Danach ist hilfebedürftig, wer seinen Lebensunterhalt nicht oder nicht ausreichend aus dem zu berücksichtigenden Einkommen oder Vermögen sichern kann und die erforderliche Hilfe nicht von anderen, insbesondere von Angehörigen oder von Trägern anderer Sozialleistungen, erhält (§ 9 Abs. 1 SGB II). Hilfebedürftig ist auch derjenige, dem der sofortige Verbrauch oder die sofortige Verwertung von zu berücksichtigendem Vermögen nicht möglich ist oder für den dies eine besondere Härte bedeuten würde (§ 9 Abs. 4 SGB II).
Das Nähere zur Ermittlung der Hilfebedürftigkeit und zur Berechnung der zu gewährenden Leistungen enthalten die Fachlichen Hinweise SGB II der Bundesagentur für Arbeit (BA).
Die Hilfebedürftigkeit ist von dem Antragsteller glaubhaft zu machen. Die Gerichte wiederum sind verpflichtet, unabhängig von den Gründen der Hilfebedürftigkeit ein menschenwürdiges Existenzminimum durch effektiven Rechtsschutz sicherzustellen.
Die BA und das zuständige Bundesministerium für Arbeit und Soziales führen regelmäßig sozialpolitische Studien zu den ökonomischen, sozialen und institutionellen Bedingungen durch, die sich auf die Hilfebedürftigkeit auswirken.
Mangels Aussicht auf Überwindung der Hilfebedürftigkeit kann auf bestimmte Leistungen auch gerade kein Anspruch bestehen. Dies gilt insbesondere für solche Leistungen, die die Anwendbarkeit der Kategorie Arbeitslosigkeit voraussetzen. Wer allerdings als voll erwerbsgemindert eingestuft ist (dies trifft auf viele Menschen mit Behinderungen zu), kann per definitionem nicht arbeitslos werden.

### SGB XII
Die unmittelbar für die Grundsicherung für Arbeitssuchende geltende Definition in § 9 SGB II gilt sinngemäß auch für das am 1. Januar 2005 in Kraft getretene SGB XII, das seitdem die Sozialhilfe sowie die Grundsicherung im Alter und bei Erwerbsminderung regelt. Das SGB XII spricht wie das SGB II von Leistungsberechtigten. Dies sind Personen, die ihren notwendigen Lebensunterhalt nicht oder nicht ausreichend aus eigenen Kräften und Mitteln bestreiten können. Eigene Mittel sind insbesondere das eigene Einkommen und Vermögen (§ 27 SGB XII). Der notwendige Lebensunterhalt umfasst insbesondere Ernährung, Kleidung, Körperpflege, Hausrat, Haushaltsenergie, persönliche Bedürfnisse des täglichen Lebens sowie Unterkunft und Heizung und soll das Existenzminimum gewährleisten (§ 27a SGB XII). Der dafür gewährte Regelsatz stellt einen monatlichen Pauschalbetrag dar, über dessen Verwendung die Leistungsberechtigten eigenverantwortlich entscheiden.
Im Zuge der schrittweisen Umsetzung des Gesetzes zur Stärkung der Teilhabe und Selbstbestimmung von Menschen mit Behinderungen, kurz Bundesteilhabegesetz (BTHG), werden Bestimmungen des SGB XII, die Menschen mit Behinderung betreffen, in das SGB IX überführt. Dadurch soll verdeutlicht werden, dass Menschen mit Behinderung zu einer eigenen Kategorie gehören. Auf sie soll nicht vollumfänglich die Logik von Maßnahmen angewandt werden, die für Menschen in einer möglicher- und wünschenswerterweise nur vorübergehenden Notlage konzipiert wurden. Dies gilt insbesondere für den Abbau fremdbestimmter Definitionen dessen, welchen Bedarf ein Mensch mit Behinderung hat.

## Sozialversicherung
Bei Bezug von beitragsfinanzierten Sozialleistungen wie Arbeitslosengeld oder einer Altersrente (→ Grundsicherung im Alter), die der Höhe nach nicht das lebensnotwendige Existenzminimum gewährleisten, ist der Empfänger ebenfalls hilfebedürftig und kann ergänzend Grundsicherungsleistungen beziehen. Entsprechendes gilt bei geringem Einkommen (Aufstocker).
Leistungen aus der gesetzlichen Sozialversicherung dürfen etwa im Wege der Aufrechnung (§ 51 SGB I) nicht so weit gemindert werden, dass Hilfebedürftigkeit nach dem SGB XII oder SGB II eintritt.
Personen mit erheblich eingeschränkten Alltagskompetenzen ohne Pflegestufe (sogenannte Pflegestufe „0“) werden im Recht der sozialen  Pflegeversicherung ebenfalls als hilfebedürftig bezeichnet (§ 45a Abs. 1 Nr. 2 SGB XI) und können zusätzliche Betreuungs- und Entlastungsleistungen zur Finanzierung pflegerischer Hilfen beanspruchen.

## Weitere Gesetze
Ohne den Begriff selbst zu erwähnen, wird Hilfebedürftigkeit auch in § 1, § 11 BAföG, für bestimmte Leistungen der Arbeitsförderung wie die Berufsausbildungsbeihilfe oder in § 7 AsylbLG vorausgesetzt.

## Einkommen und Vermögen
Da vorhandenes Einkommen und Vermögen die Hilfebedürftigkeit ausschließen, sind die maßgeblichen Einkommens- und Vermögensbegriffe gesetzlich definiert. Einkommen sind nach § 82 SGB XII alle Einkünfte in Geld oder Geldeswert, auch fiktive Einkünfte wie der Wohnvorteil eines mietfreien Wohnens (Eigentumswohnung, Eigenheim) gehören dazu. Begrifflich nicht zum Einkommen zählt etwa die Rente nach dem Bundesversorgungsgesetz, vom Einkommen abzusetzen sind beispielsweise auf das Einkommen entrichtete Steuern oder Beiträge zur Sozialversicherung. Nach § 90 Abs. 1 SGB XII ist das gesamte verwertbare Vermögen einzusetzen mit Ausnahme des in § 90 Abs. 2 SGB XII genannten Schonvermögens. Einkommen und Vermögen sind bis auf das Schonvermögen zunächst zu verbrauchen, bevor Sozialhilfe in Anspruch genommen werden kann.

## Missbrauchs- und Umgehungstatbestände
Missbrauchs- und Umgehungstatbestände werden im Rahmen des Leistungsmissbrauchs geahndet. Dabei hatten sich die Gerichte mit einer Vielzahl von Missbrauchs- und Umgehungsfragen auseinanderzusetzen. Das beginnt mit dem Verschweigen von Einkommen und Vermögen und endet mit der verbotenen Übertragung von Einkommen und Vermögen auf Strohmänner. Nach § 60 SGB I muss der Antragsteller oder Empfänger von Sozialleistungen alle leistungserheblichen Tatsachen angeben und entsprechende Änderungen in seinen Verhältnissen mitteilen. Vorsätzliche Verstöße hiergegen sind als Leistungsbetrug nach § 263 StGB strafbar.
In Österreich wurde für den Sozialbetrug mit § 153d ÖStGB eine eigenständige Strafbestimmung geschaffen.
In der Schweiz wird von Sozialhilfemissbrauch gesprochen.

## Transferleistungen ohne Nachweis der Hilfebedürftigkeit
Nicht alle Transferleistungen setzen gleichermaßen Hilfebedürftigkeit voraus. In Deutschland wurde die ehemalige Eigenheimzulage unabhängig vom persönlichen Vermögen gezahlt, für das persönliche Einkommen gab es lediglich eine Obergrenze. Auch die Höhe des Elterngeldes wird an das vorherige Einkommen gebunden, so dass Personen mit höheren Einkommen mehr Transferleistungen bis zu einer Höchstgrenze erhalten, was nicht dem Prinzip der Hilfebedürftigkeit entspricht.
Das Konzept des Bedingungslosen Grundeinkommens gewährt dort, wo es Rechtskraft erlangt hat, eine allgemeine existenzsichernde Finanzleistung unabhängig von der wirtschaftlichen Situation im Einzelfall. Auch das britische Beveridge-Modell ist als ein universelles (von der Bedürftigkeit unabhängiges) Grundsicherungssystem konzipiert.